# Рубль Соликамского карналлитового комбината
Деньги Соликамского карналлитового комбината (Соляной рудник и обогатительная фабрика) — боны, расчётные знаки, имевшие хождение на территории Соликамского карналлитового комбината в 1929—1932 годы.

## История
Суррогатные деньги были введены в оборот в сложное время индустриального развития Соликамска. Для десятков тысяч прибывших на стройку заключённых и спецпереселенцев занятость на строительстве и, впоследствии, запущенном в эксплуатацию карналлитовом комбинате — была единственным источником существования.
Для внутренних нужд предприятия были выпущены в обращение расчётные знаки. Точное назначение их не известно. На аверсе бон указано, что расчёты производились между цехами и Рудоуправлением. Номиналы 1, 3, 5, 50, 100 рублей.

## В бонистике
Соликамские боны указаны в каталоге Рябченко П. Ф./ Бутко В. И. «Боны России» (2000).
Представленные изображения сканированы из коллекции Соликамского краеведческого музея. Боны комбината относятся к категории редчайших объектов коллекционирования, и в частности бонистики. На территории Соликамска встречаются крайне редко. Полный комплект находится в фондах СКМ. На руках у коллекционеров находятся разрозненные экземпляры. Единичные экземпляры торгуются в столичных нумизматических магазинах. Цена за единицу составляет более 150 долларов США. Расчётные знаки не представлены даже в единственном в мире музее «Истории калийной промышленности» в Соликамске. Возможно, представлены в коллекции Эрмитажа, куда могли быть отправлены из Соликамска после смерти в 1976 году легендарного коллекционера Константина Васильевича Антипина. То поступление считается вторым крупнейшим по масштабу поступлением в 20 веке в Эрмитаж.

## Галерея
- Расчётный знак 1 рубль
- Расчётный знак 3 рубля
- Расчётный знак 5 рублей
- Расчётный знак 50 рублей
- Расчётный знак 100 рублей